# 인공섬

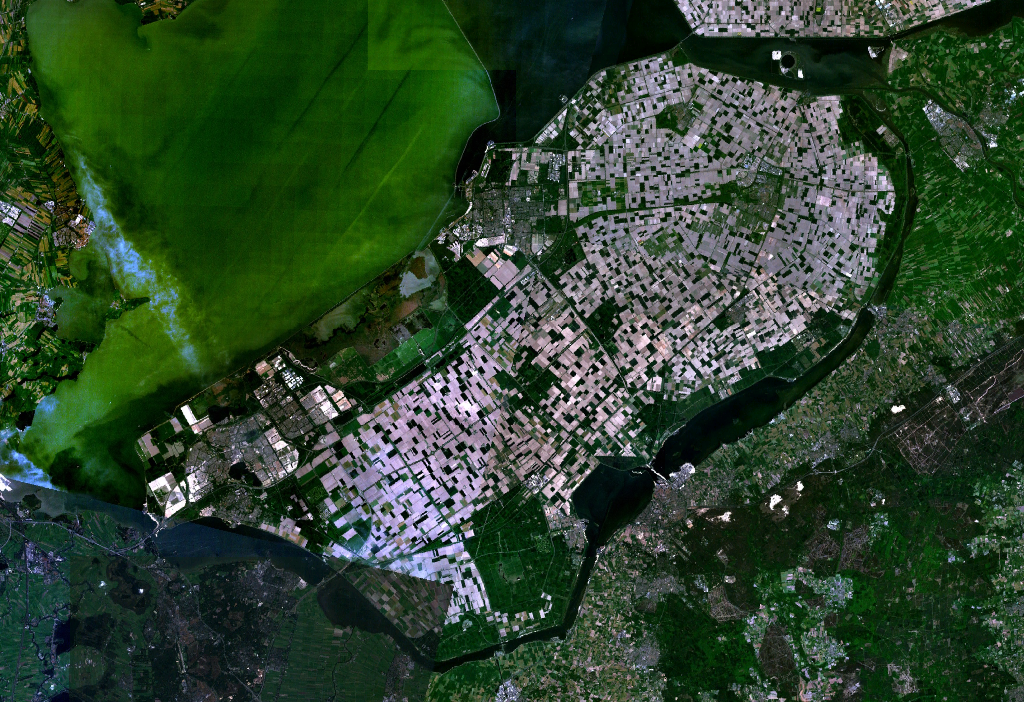
플레볼란트주의 플레보폴더르지역은 네덜란드에서 970 km^{2} 넓이를 차지하는 세계에서 매립지에 의해 형성되는 가장 큰 섬이다.

인공섬(人工 ─)은 자연적으로 생성된 섬이 아닌, 사람의 인위적 힘으로 만든 섬을 말한다. 인공섬을 만드는 방법에는 기존의 작은 섬을 넓히는 것, 암초를 중심으로 새로 섬을 만드는 것, 또는 여러 작은 섬을 모아다 커다란 섬을 만드는 방법 등 여러 가지가 있다.
옛 인공섬은 물에 띄우거나, 얕은 물에 나무나 돌 재질로 세워 만들었으나, 오늘날 인공섬은 보통 흙과 모래로 메워 만들지만, 운하 건설 등의 다른 공사를 하다가 우연히 인공섬이 생기기도 한다. 한편, 바다에 떠 있는 석유 시추기지를 인공섬으로 보기도 한다. 유명한 대한민국 인공섬으로는 롯데월드의 매직아일랜드 등이 있고, 일본의 경우 후쿠오카 아일랜드시티가 대표적으로 손을 꼽히고 있다.

## 모던 프로젝트

### 대한민국
대한민국의 인공섬으로는 서울특별시의 서래섬, 세빛섬, 롯데월드의 매직아일랜드, 부산광역시의 부산항, 인천광역시의 송도국제도시, 이어도, 군산시의 금란도, 경상남도의 마산해양신도시 등이 있다. 운하 건설로 인한 인공섬은 미륵도와 김포반도를 꼽을 수 있다. 다만 김포반도는 보통 섬으로 불리지 않는다.

### 일본
일본의 인공섬에는 오키노토리 암초, 후쿠오카현 후쿠오카시의 하카타만 부근에 있는 후쿠오카 아일랜드시티와 롯코 아일랜드가 대표적인 인공섬으로 손을 꼽히고 있다. 그 외에도 간사이 국제공항이나 고베 공항, 주부 국제공항도 물론 인공섬에 속해 있다.

### 아랍에미리트
아랍에미리트의 두바이에는 야자수를 형상화하고 있는 인공섬인 팜 주메이라가 대표적이다.

### 대만
대만의 경우 가오슝시 치진구 전 지역이 인공섬으로 놓인 것으로 알려져 온 것으로 보인다.

## 갤러리

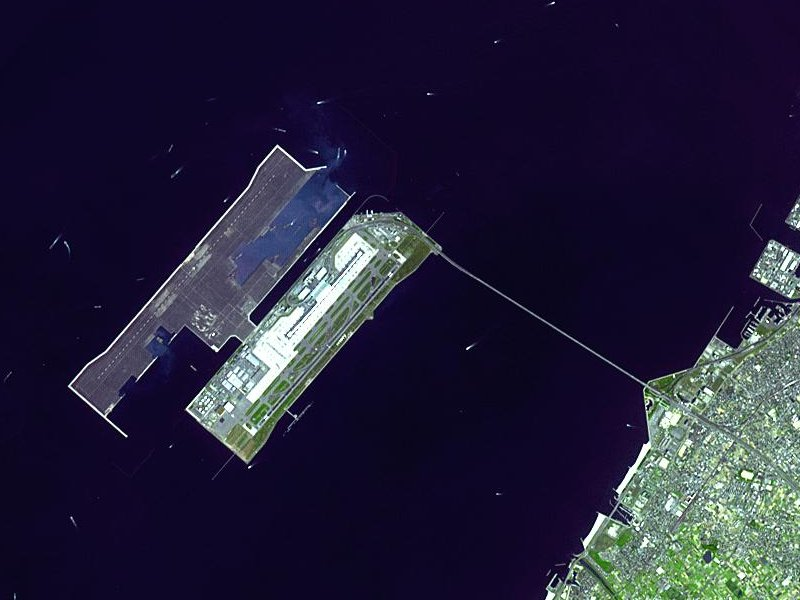
공간에서 바라본 간사이국제공항
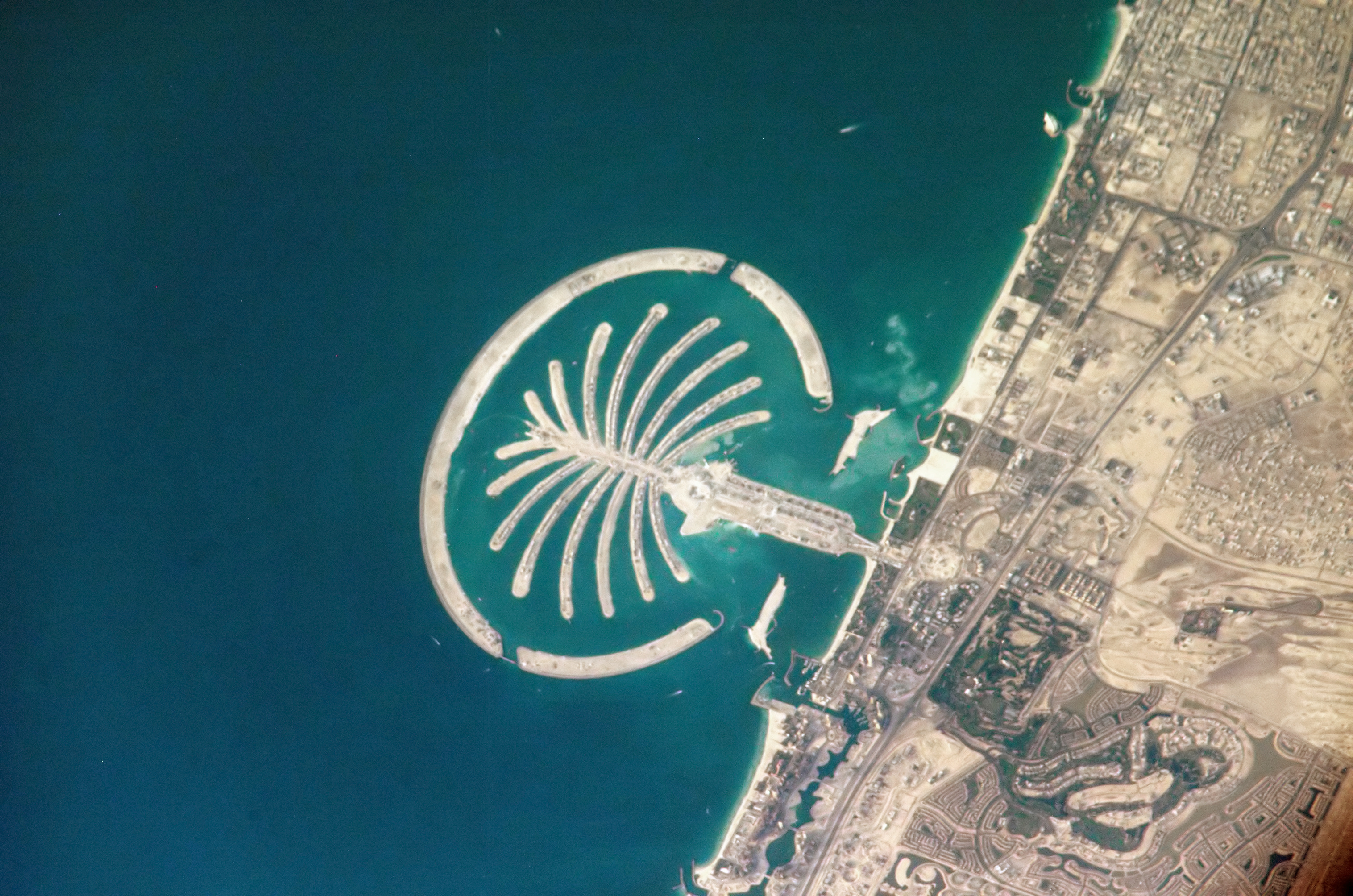
팜 주메이라에서 두바이
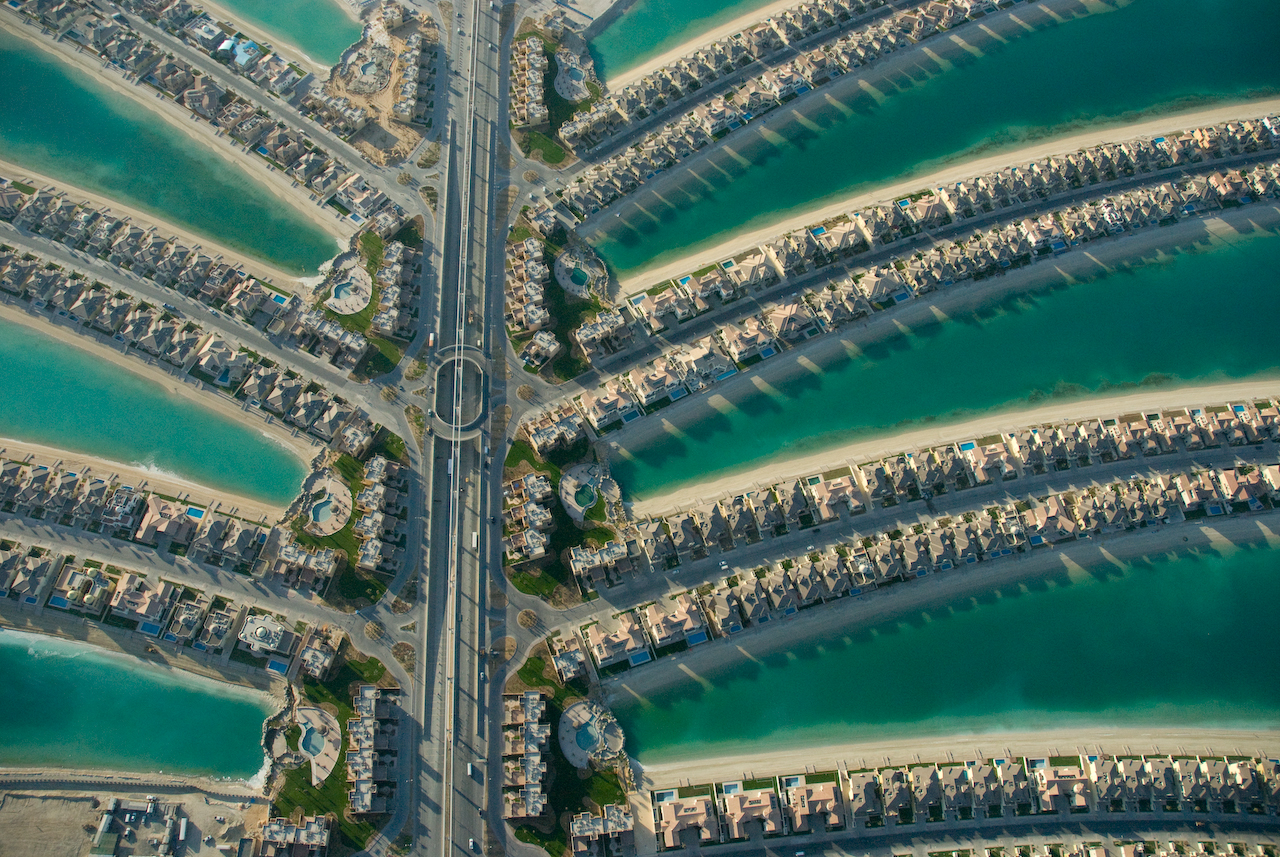
팜 주메이라의 더 가까운 미리보기
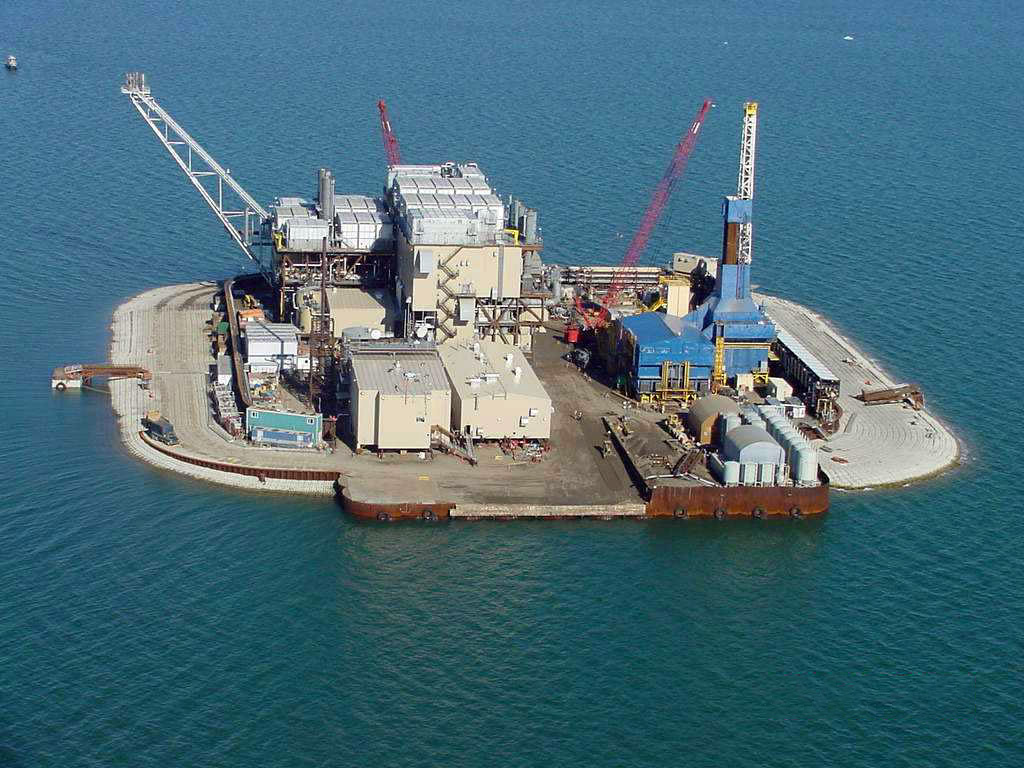
보퍼트해의 석유 시추용 인공섬인 노스스타섬
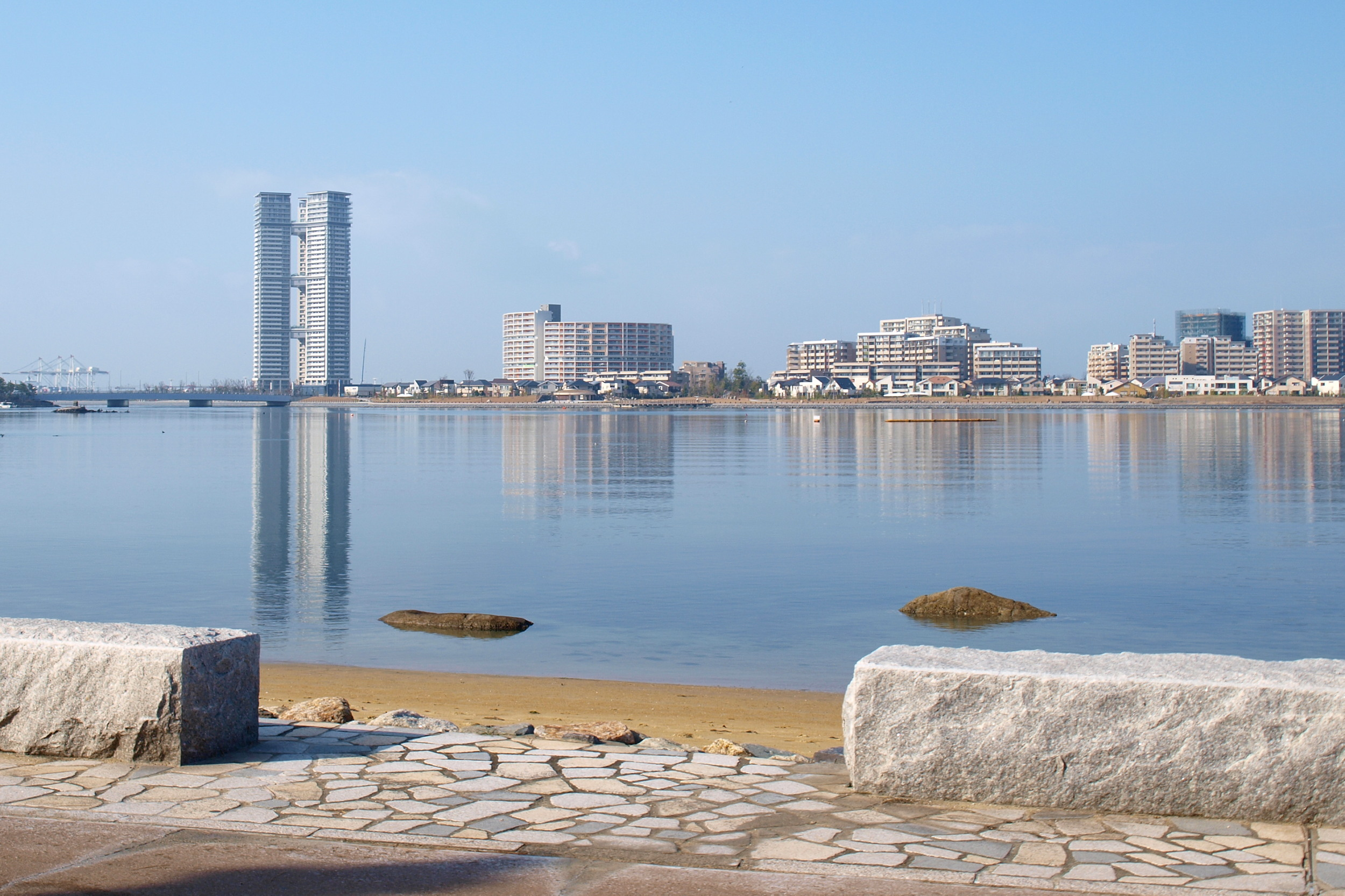
하카타항에 면하고 있는 후쿠오카 아일랜드시티

## 같이 보기
- 치남파
- 에코 아틀란틱
- 모나코 매립공사
- 인공섬 목록
- 대양행성 식민화
- 해양토목공학
- 로즈섬 공화국
- 시랜드 공국
- 해상국가